# Восточногемерские говоры
Восточноге́мерские го́воры (также восточногемерский диалект, говоры восточного Гемера, говоры Сланской долины, сланские говоры; словац. východogemerské nárečie, nárečia východného Gemera, nárečia Slanskej doliny, slanské nárečie) — говоры гемерского ареала среднесловацкого диалекта, распространённые в восточных районах Банскобистрицкого края и западных районах Кошицкого края. Согласно классификации словацких диалектов, опубликованной в «Атласе словацкого языка», наряду с восточногемерскими говорами в гемерский ареал входят западногемерские, среднегемерские и верхнегронские говоры, не образующие диалектного единства. Вместе с остальными гемерскими, а также со зволенскими, гонтянскими, новоградскими, тековскими и другими говорами восточногемерские входят в число южных среднесловацких говоров.
В классификации Р. Крайчовича и в классификации, представленной на диалектологической карте И. Рипки, восточногемерские говоры включены в состав юго-восточного региона среднесловацкого диалектного макроареала. Р. Крайчович рассматривает восточногемерский как переходный ареал.
Для восточногемерских говоров, размещённых на границе с Восточной Словакией, характерно ощутимое влияние говоров восточнословацкого диалекта. В частности, в говорах восточного Гемера отмечаются процесс утраты фонологической долготы; развитие ударения на предпоследнем слоге; отсутствие слоговых согласных; распространение существительных среднего рода в форме именительного и винительного падежей единственного числа на -i̯e и -o; отсутствие билабиальной u̯ в причастиях на -l мужского рода и т. д.

## Ареал
Ареал восточногемерских говоров размещён в центральных районах Словакии на востоке исторической области Гемер (в восточной части области распространения гемерских говоров). Этот регион охватывает, главным образом, верхнее течение реки Сланы — Сланскую долину, из-за чего восточногемерские говоры также называют сланскими, или говорами Сланской долины. По современному административно-территориальному делению Словакии данный регион расположен в восточных районах Банскобистрицкого края и западных районах Кошицкого края.
С востока и северо-востока к ареалу восточногемерских говоров примыкает ареал спишских говоров восточнословацкого диалекта, с юго-востока — ареал разнородных словацких говоров, частью распространённых чересполосно с говорами венгерского языка. На западе и юго-западе ареал восточногемерских говоров граничит с ареалом среднегемерских говоров, на северо-западе — с ареалом верхнегронских говоров северной группы среднесловацкого диалекта.

## Диалектные особенности
Восточногемерские говоры расположены на границе среднесловацкого и восточнословацкого диалектов, поэтому их ареал пересекается изоглоссами как среднесловацких, так и восточнословацких диалектных явлений. В числе прочих в говорах восточного Гемера распространены черты праславянской эпохи западнославянского происхождения, нехарактерные для среднесловацкого диалектного ареала.
В число диалектных фонетических особенностей восточногемерских говоров включают:
1. Процесс утраты фонологической долготы.
2. Развитие ударения на предпоследнем слоге.
3. Оотсутствие слоговых согласных: perví, kerk, smert, bolxa, volk / velk, halboko, abuko.

К морфологическим явлениям восточногемерских говоров относят:
1. Наличие существительных среднего рода в форме именительного и винительного падежей единственного числа на -i̯e и -o: pokoleni̯e, skáli̯e, ščesťi̯e и serco, pleco.
2. Распространение существительных мужского и среднего рода в форме предложного падежа единственного числа с функционально мягким согласным в конце основы: na plecu, na polu.
3. Возможность развития омонимии флексий в формах разных родов множественного числа: stromu̯óm — ženu̯óm, stromox — ženox.
4. Отсутствие флексии u̯o у прилагательных среднего рода в форме именительного падежа единственного числа. Наличие флексии с сочетанием -i̯é у прилагательных мужского и среднего рода в формах косвенных падежей: dobri̯é, dobri̯ého. Наличие флексии é у прилагательных женского рода в формах косвенных падежей: dobréj.
5. Наличие окончания -ima у прилагательных в форме творительного падежа множественного числа: dobrima, peknima.
6. Распространение глаголов в форме 1-го лица множественного числа настоящего времени с окончанием -mo: robímo, šitámo, pijemo.
7. Отсутствие билабиальной u̯ и продление последней гласной в причастиях на -l мужского рода: volál, vráti̯él, rosnúl, išu̯ól.